# Andromède XXXII
Pour les articles homonymes, voir Cassiopée.
Andromède XXXII (Andromeda XXXII), aussi nommée Cassiopée III (Cassiopeia III), est une galaxie naine du Groupe local proche de la galaxie d'Andromède, située à 144 ± 6 kpc et découverte en 2013 grâce au relevé Pan-STARRS1. Sa brillance de surface est de 26,4 ± 0,8 mag arcsec−2, sa magnitude absolue en bande V est de −12,3 ± 0,7 mag et son rayon effectif et de 1 456 ± 267 pc . La vitesse radiale héliocentrique d'Andromède XXXII est de −371,6 ± 0,7 km s−1 et sa dispersion de vitesse centrale est de 8,4 ± 0,6 km s−1 . Enfin sa métallicité est de −1,7 ± 0,1.